# Batracomorphus circe
Batracomorphus circe är en insektsart som beskrevs av Knight 1983. Batracomorphus circe ingår i släktet Batracomorphus och familjen dvärgstritar. Inga underarter finns listade i Catalogue of Life.